# シャーリーン・テッタース
シャーリーン・テッタース（スラム・ター、1952年生）は、アメリカインディアンの民族運動家、作家、教育者、芸術家、人権活動家。

## 来歴

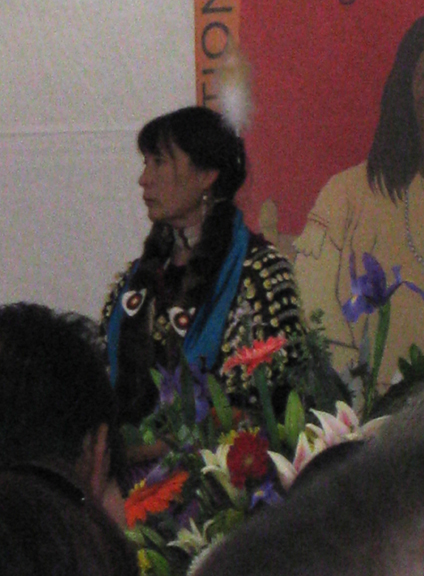
シャーリーン・テッタース（2009年撮影）

シャーリーン・テッタースは、1952年、ワシントン州「スポーカン族・インディアン保留地」にスポーカン族の「スラム・ター」として生まれた。インディアンの権利についての精力的な活動姿勢から、「アメリカインディアンのローザ・パークス」と呼ばれている。
1984年から、シャーリーンはニューメキシコ州サンタフェの「アメリカインディアン美術研究所」（IAIA）で絵画作品を発表するようになり、美術協会を経て1986年にサンタフェ大学に通い、美術学士となって1988年に同大学を卒業した。同年、イリノイ大学アーバナ・シャンペーン校に美術デザイン科専攻で入学し、首席で卒業している。ニューロンドン・コネチカットのミッチェル校からは、美術部門の名誉博士号を授与されている。
現在、全米で21箇所でシャーリーンの絵画作品が展示され、国際的な評価を得ている。自らの公式サイトで、シャーリーンはこう述べている。

## 反「インディアン・マスコット」運動

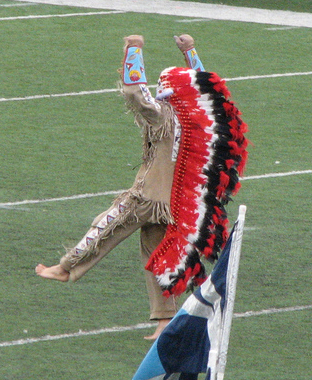
「イリニウェク酋長」

1988年、シャーリーンは、子供たちをイリノイ大学で開催されたバスケットボールの大学対抗試合に連れて行った。イリノイ大学のバスケットボール・チームは、「戦うイリニ族」という、実在のインディアン部族である「イリノイ部族連邦」の名をチーム名にしていた。
シャーリーン親子が試合を観戦していると、ハーフタイムに鷲の羽の頭飾りを着けて「インディアン風」の格好をした白人の学生が現れ、「イリニウェク酋長」という「インディアン・マスコット」を滑稽な仕草で演じ、デタラメな踊りを踊り始めた。シャーリーンの息子は、この滑稽な「イリニウェク酋長」を見て、なんとか笑おうとしていた。娘を見ると、観客席の中で身体を強張らせていた。子供たちのこの表情を見た瞬間に、シャーリーンはインディアン民族のイメージを娯楽として使用する、この「インディアン・マスコット」と戦うことを誓った。
これ以来、シャーリーンは自らのアート作品で「反インディアン・マスコット」を題材とし、また全米各地で講演を行い、「エンターテインメントにインディアンのイメージや物品、文化、及び霊的な様式の真似事を使用することが、人種差別なのだ」ということを人々に訴え始めた。これに対し、白人たちは「部族の名や文化が、国を代表するスポーツの、そのチームに因まれることは素晴らしい名誉と考えるべきである」と主張してきた。これにシャーリーンは「クリーブランド・インディアンス」の「ワフー酋長」や「ワシントン・レッドスキンズ」のチーム名を例に挙げ、こう反論している。
1992年、「コロンブス上陸500周年」のこの年に、インディアン権利団体「アメリカインディアン運動」（AIM）は「インディアン・マスコット」根絶のための全国組織「スポーツとメディアにおける人種差別の全国連合」（NCRSM）を結成。シャーリーンはヴァーノン・ベルコート、マイク・ヘイニーら「AIM」の運動家らとともに、イリノイ大学のバスケットボールの会場の外で、「インディアンは人間だ」とのプラカードを掲げ、インディアン・マスコット、「イリニウェク酋長」に抗議する無言のデモを行った。しかしデモ行進は警察や大学のファンの襲撃を受け、彼らは揉みくちゃにされて暴行を受けた。
同年、シャーリーンは「アメリカインディアン国民会議」（NCAI）内に「人種正義のための事務所」を開設。アマ・プロ問わず全米のスポーツチームが使用している「インディアン・マスコット」撤廃のための抗議と議論を活発化させた。シャーリーンは、「レッドスキン」という言葉の由来について、こう説明している。
シャーリーンや「NSRSM」のヴァーノン・ベルコートらインディアンたちの全国運動によって、数多くのプロ・アマのスポーツチームが「インディアン・マスコット」を廃止している。東ミシガン大学は1991年に、校内チームの「ヒューロンズ」（ワイアンドット族のこと）を、「東ミシガン・イーグルス」に名称変更した。一方で、高まる抗議の中、イリノイ大学はいまだに「イリニウェク酋長」と「戦うイリニ族」の使用を続けている。現在、シャーリーンや「NSRSM」が変更を求める現役のプロ・アマのスポーツチームには、次のようなものがある。
- オハイオ州「アンダーソン高校」の「レッドスキンズ」
- ジョージア州の「アトランタ・ブレーブス」
- オハイオ州の「クリーブランド・インディアンス」、及び「ワフー酋長」
- フロリダ州立大学の「セミノールズ」（セミノール族はこのチーム名とマスコットの使用を許可している）
- ミシガン州の「マルケット・レッドメン」、及び「レッデテス」
- アイダホ州サーモン高校の「サベージズ」（野蛮人）
- ノースダコタ州立大学の「ファイティング・スー」（戦うスー族）
- ワシントンDCの「ワシントン・レッドスキンズ」

## 映像作品
- 『In Whose Honor?』（『誰の名誉なのか？』、1997年7月15日放映）

「アトランタ・ブレーブス」、「カンザスシティ・チーフス」、「ワシントン・レッドスキンズ」、「クリーブランド・インディアンス」等々、デタラメなスポーツ界の「インディアン・マスコット」と、対するシャーリーンの姿を追った、ジェイ・ローゼンシュタインによるPBSテレビのドキュメントフィルム。「The Center For New Television」、「The Paul Robeson Fund For Independent Media」、「イリノイ州美術会議」の資金援助によって制作された。